# Ebergrubenspitz
L'Ebengrubenspitz è un monte delle Alpi Orientali, più precisamente dei Monti di Fundres, di 2990 metri. 
Assieme al Kramerspitz appartiene alla cresta del Picco della Croce. 
Si trova fra le Valli di Valles e di Trens, non distante dal rifugio alpino Simile Mahd Alm, dal Rifugio Bressanone e dal Lago Selvaggio.